# Кукушко читалище
Кукушкото читалище е основано в българския южномакедонски град Кукуш, тогава в Османската империя, през юли 1869 година. След приключването на учебната година се провежда специално събрание, на което кукушките граждани решават да се открие народно читалище. Преките му задачи са определени така: „1-во развитието на кукушанските младежи, 2-ро поддържането на сиромашки ученици и 3-то подпомагането на ония, що не знаят що им е потребно“. На общото събрание се създава чрез дарения „една малка касичка, отредиха се настоятели и писар и все що беше потребно“ (материал във вестник „Македония“ от 2 август същата година).
Читалището първоначално се помещава в една стая, предоставена от поп Костадин, но скоро бива настанено в бившия владишки конак.
Имената на първите дарители са известни от вестник „Македония“: Благоговейний поп Костадин, г-н Христо Киров, Димитър поп Стоянов, Ташо Пантов, Атанас Гошов Кушовали, Нако Станишев Кюркчи, Георги Тенов Златаров, орач Темелков, Нако поп Неделков, учител Кузман А. П. Шапкарев, хаджи Никола, Хаджигеоргиев, Мицо Г. Станишев, Мицо Н. Гошев, хаджи Мицо, Никола Енов, Костадин Г. Тешев, Атанас Н. Станишев, Димитър Хр. Беличев, Поне Терзиев, Христо С. Бояджиев, Тенчьо Тодоров, Георги Т. Златарев, Христо Пантов, Атанас Хр. Крушовали, Христо Г. Тишин, Георги Николчев, Данаил Г. Тешов, Тено Г. Станишев, Иван Т. Делииванов, Тено Хаджипейков, Георги Н. Кукуларов, Гоше Ст. Белчев, Поне Н. Гръков, Стойчо Хаджигеоргиев, Нако Д. Шекерджи, Антон Христодулов, Харизан Воденичар, Димитър Алеков, взаимний учител Георги Хаджисерков, Андон Булов, Янак. Дим. Златаров, Христо Т. Златаров, Тено Н. Панайотов – учител в Тодорак, Георги А. Кушовали, Манол Архимандритов, Георги Хр. Тишин – ученик, Иван Андонов Архимандритов – ученик, Иван Х.
Създадено е от около 50 души, които нарастват до 100 души след половин година. Подпомогнато е от Христо Н. Узунташов, който му завещава 490 гроша. Константин Държилов дарява 30 – 40 книги на български и гръцки език. Читалището е подкрепено още от Пенчо Славейков, Цариградското читалище и други. В края на годината то вече разполага с 130 буквара, 70 читанки, 70 земеописания, 70 свещени истории и други книги. Така то изиграва ключова роля в опазването на народния дух на местното население.
Кузман Шапкарев, по това време учител в Кукуш, пише, че читалището се посещава масово, „приимат освен подписаните членове и много извънредни посетители, кои с големо усърдие и сърдечна радост слушат четението на вестниците и други полезни сказки.“ Колективни четения на вестници и книги, както и изнасяне на сказки в читалището има във всички неделни и празнични дни след църковната служба. Шапкарев отбелязва: „по всекъде интелигенцията се състои само от младежи, и то малко-много у̀ченички, но в Кукуш не беше така. Там в читалището стърчаха и млади, и стари безразлично, даже стари повече, учени и неучени, следователно интелигенцията там се състоеше от всите посетители на читалището, млади и стари, учени и неучени, но всички любители на науката“.
„Това читалище даде изобилни плодове – обобщава Кузман Шапкарев тази епоха от историята на читалището – разви много тъпи и завити умове и образува една благонадеждна интелигенция“.
По време на Априлското въстание (1876) и Руско-турска освободителна война (1877 – 1878) поради страх от обиски и конфискация на книгите те са местени от една къща в друга и накрая са пръснати и укрити от жителите. След това дейността е възобновена. Библиотеката съществува като читалищно-училищна, поддържана от училищното настоятелство, ползвана не само от учениците, но и от гражданите. В нея са били застъпени български, руски и западноевропейски автори; съдържа разнообразна художествена, научна, публицистична литература, включително и някои „опасни“ книги, вмъквани поради заакона за цензурата в Турция без посочване или с изопачаване на автора или заглавието.